# Mauricio Ramos
Mauricio Juan Ramos Méndez (Santa Cruz de la Sierra, 9 de março de 1969) é um ex-futebolista boliviano.
Começou a carreira em 1987, no Destroyers. Passou também por Cruzeiro, Bolívar, Guabirá, The Strongest, Tampa Bay Mutiny, New England Revolution, Oriente Petrolero e Unión Central.
Ramos, conhecido por Tapera, encerrou sua carreira em 2003, no San José.

## Carreira
Apelidado de "Tapera", Ramos iniciou sua carreira em 1988, jogando pelo clube boliviano Destroyers ao lado de estrelas do futuro Marco Etcheverry e Erwin Sánchez como companheiros de equipe. Eles rapidamente se estabeleceu como o "Trio de Ouro" por causa de sua capacidade impressionante e a mistura perfeita eles criaram em campo. Em 1994, Ramos transferido para clube Guabirá, onde se destacou e se tornou o melhor jogador do campeonato. Em 1995, ele foi para o exterior e assinado para a equipe brasileira Cruzeiro. Enquanto estava jogando no Brasil, Ramos sofreu uma grave lesão no joelho que o manteve afastado do esporte por quase 14 meses. Após sua recuperação, em 1997, ele retornou ao futebol da primeira divisão em grande forma com o clube The Strongest antes de ingressar na Major League Soccer, onde jogou para o Tampa Bay Mutiny (1998-99) eo New England Revolution (2000). Depois de deixar a MLS, ele jogou por equipes bolivianas como Oriente Petrolero, Unión Central e San José clube, onde sua carreira chegou ao fim em 2003.

## Seleção Boliviana
Ramos defendeu a Seleção Boliviana de Futebol entre 1990 e 2001, tendo jogado a Copa de 1994, atuando em apenas um jogo, contra a Espanha.